# Rights of Man

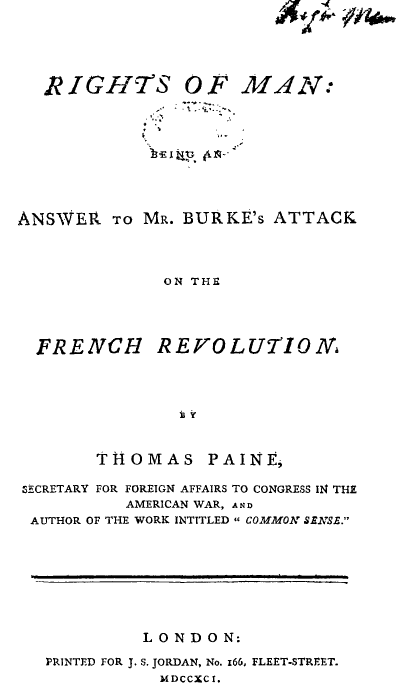
Rights of Man

Rights of Man (1791) (em português: Direitos do Homem), livro de Thomas Paine, incluindo 31 artigos, postula que a revolução política popular é permissível quando um governo não salvaguarda os direitos naturais de seu povo. Usando esses pontos como base, defende a Revolução Francesa contra o ataque de Edmund Burke em Reflexões sobre a Revolução na França (1790).
Foi publicado em duas partes em março de 1791 e fevereiro de 1792.

## Análise e impacto público
De acordo com Mark Philp, "Em muitos aspectos, os Direitos do Homem são uma mistura desordenada de narrativa, argumento de princípios e apelo retórico - traindo os materiais compostos que Paine usou e a velocidade com que foi composto".
Foi rapidamente reimpresso e amplamente distribuído, com cópias sendo lidas em voz alta em pousadas e cafés, de modo que em maio cerca de 50 000 cópias estavam em circulação. Dos 300 ou mais panfletos que a controvérsia da revolução gerou, Direitos do Homem foi o primeiro a prejudicar seriamente o caso de Burke e a restaurar o crédito aos franceses tanto na Grã-Bretanha quanto nos Estados Unidos.
A publicação de Direitos do Homem causou furor na Inglaterra; Paine foi julgado à revelia e condenado por difamação sediciosa contra a Coroa, mas não estava disponível para enforcamento, estando na França e nunca mais voltando para a Inglaterra. (Sir Archibald Macdonald, 1º Baronete serviu como promotor.)
Thomas Paine não foi o único defensor dos direitos do homem ou o único autor de uma obra intitulada Direitos do Homem. O radical da classe trabalhadora, Thomas Spence, está entre os primeiros, na Inglaterra, a usar a frase como título. Sua palestra de 1775, geralmente intitulada The Rights of Man, e sua posterior The Rights of Infants, oferecem uma visão protogeísta da filosofia política, espelhando a obra de Paine Agrarian Justice. A conhecida de Paine, Mary Wollstonecraft, que ele conheceu através de seu editor comum, escreveu A Vindication of the Rights of Men como uma das primeiras respostas ao ataque de Burke a Richard Price. Seu trabalho foi impresso em dezembro de 1790 e foi bem revisado. Ela estendeu os argumentos no livro pelo qual ela é mais lembrada, o 1792 A Vindication of the Rights of Woman.